# Artículo III de la Constitución de los Estados Unidos

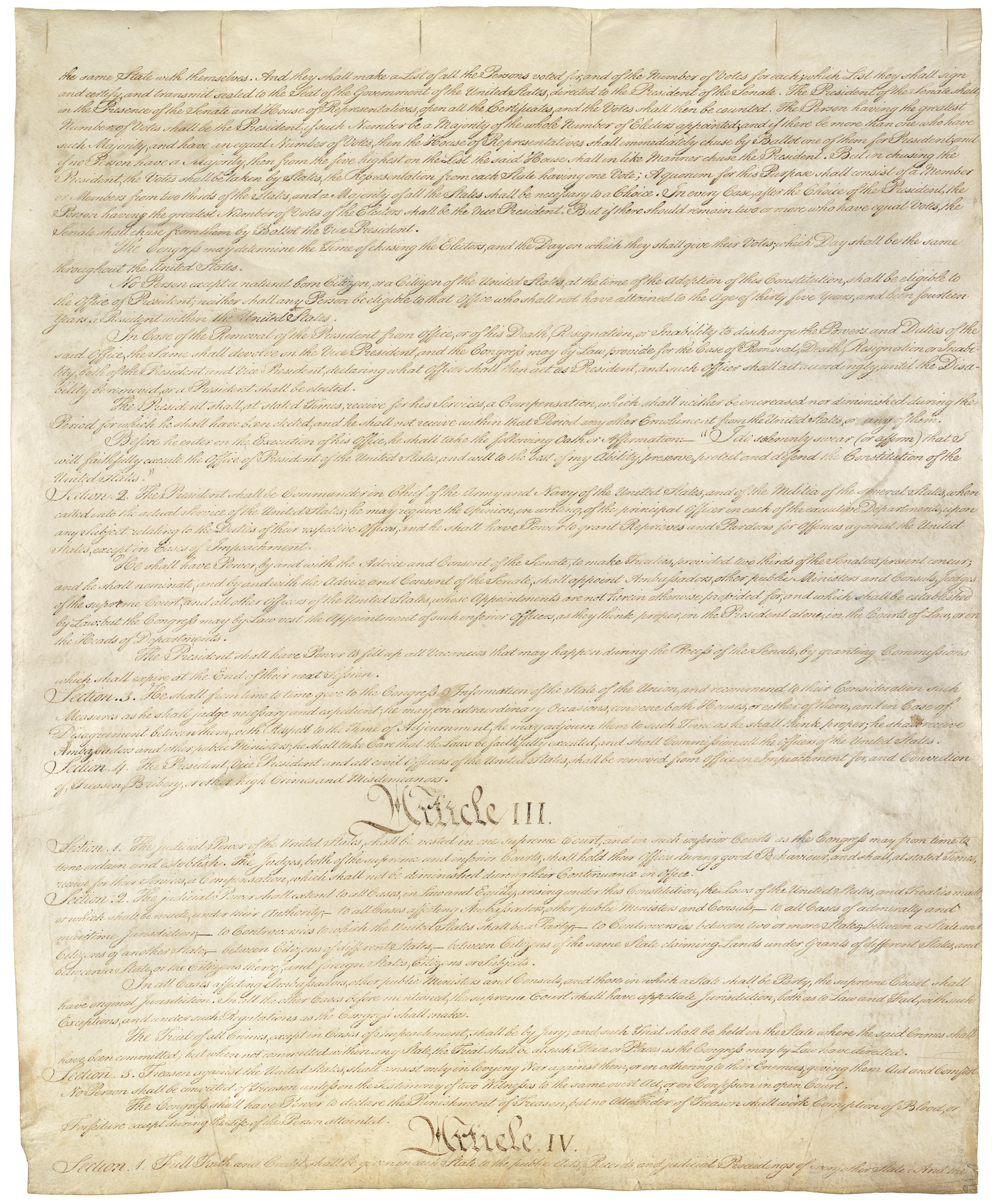
El Artículo III se encuentra en la tercera página de la Constitución de los Estados Unidos

El Artículo III de la Constitución de los Estados Unidos crea el Poder Judicial del gobierno federal de ese país. El Poder Judicial está formado por la Corte Suprema de los Estados Unidos y los tribunales federales de inferior instancia legalmente establecidos por el Congreso.

## Primera Sección: Los tribunales federales
La primera sección deposita el poder judicial en los tribunales federales, crea el Tribunal Supremo y permite la existencia de tribunales de menor instancia, exigiendo una buena conducta de los jueces en el ejercicio de su cargo y prohibiendo la disminución de su sueldo.

El Poder Judicial de los Estados Unidos se depositará en una Corte Suprema y en las Cortes inferiores que el Congreso instituya y establezca en lo sucesivo. Los jueces, tanto de la Corte Suprema como de los inferiores, continuarán en sus funciones mientras observen buena conducta y recibirán, en periodos fijos, una remuneración por sus servicios que no será disminuida durante el tiempo de su encargo.

### Autoridad
Se concede toda la autoridad en materia judicial a los tribunales de justicia.

### Número de tribunales
La sección exige explícitamente "una" Corte Suprema, pero no da más detalles sobre el número de jueces que la componen. El número de jueces ha sido fijado por la ley, siendo en la actualidad nueve: un juez presidente y ocho jueces asociados.
La Corte Suprema es el único tribunal federal cuya existencia está determinada por la Constitución.

### Nombramiento y ocupación
Los jueces federales, nombrados por el presidente con el consejo y confirmación del Senado, ocupan sus puestos "mientras observen buena conducta", un frase que ha sido interpretada como "durante el resto de sus vidas", aunque pueden renunciar o retirarse voluntariamente. Los jueces, como funcionarios federales, pueden ser cesados si son sometidos a un juicio político en el Congreso (proceso de destitución).

### Salarios
La remuneración de los jueces no puede ser disminuida durante el ejercicio de su cargo, aunque sí puede ser aumentada.

## Segunda Sección: Jurisdicción federal y juicio con jurado
La segunda sección especifica la jurisdicción de los tribunales federales y estipula que los juicios sean con jurado en todos los casos penales, excepto en casos de destitución.

1. El Poder Judicial entenderá en todas las controversias, tanto de derecho escrito como de equidad, que surjan como consecuencia de esta Constitución, de las leyes de los Estados Unidos y de los tratados celebrados o que se celebren bajo su autoridad; en todas las controversias que se relacionen con embajadores, otros ministros públicos y cónsules; en todas las controversias de la jurisdicción de almirantazgo y marítima; en las controversias en que sean parte los Estados Unidos; en las controversias entre dos o más Estados, entre un Estado y los ciudadanos de otro, entre ciudadanos de Estados diferentes, entre ciudadanos del mismo Estado que reclamen tierras en virtud de concesiones de diferentes Estados y entre un Estado o los ciudadanos del mismo y Estados, ciudadanos o súbditos extranjeros.

2. En todos los casos relativos a embajadores, otros ministros públicos y cónsules, así como en aquellos en que sea parte un Estado, la Corte Suprema poseerá jurisdicción en única instancia. En todos los demás casos que antes se mencionaron la Corte Suprema conocerá en apelación, tanto del derecho como de los hechos, con las excepciones y con arreglo a la reglamentación que formule el Congreso.

3. Todos los delitos serán juzgados por medio de un jurado excepto en los casos de acusación por responsabilidades oficiales y el juicio de que se habla tendrá lugar en el Estado en que el delito se haya cometido; pero cuando no se haya cometido dentro de los límites de ningún Estado, el juicio se celebrará en el lugar o lugares que el Congreso haya dispuesto por medio de una ley.

### Jurisdicción limitada
Los tribunales federales son tribunales de jurisdicción limitada y no de jurisdicción general. Esto quiere decir que los tribunales de jurisdicción limitada sólo pueden juzgar aquellos casos en los que tienen competencia. Estas competencias son:
- Cuestiones de jurisdicción federal: los casos que surgen en virtud de la Constitución, las leyes federales y los tratados.
- Jurisdicción diplomática: casos de embajadores, otros ministros públicos y cónsules.
- Jurisdicción del Almirantazgo: los casos de las aguas navegables.
- Jurisdicción de partes federal: los casos en que los Estados Unidos es una de las partes.
- Jurisdicción del Estado: los casos entre dos o más Estados.
- Jurisdicción de la diversidad: los casos entre ciudadanos de diferentes estados.
- Jurisdicción de donación de tierras: los casos entre ciudadanos del mismo Estado que reclamen tierras en virtud de las subvenciones de los diferentes estados.
- Jurisdicción de Extranjería: los casos entre
  - un Estado y un Estado extranjero;
  - los ciudadanos de un Estado y un Estado extranjero;
  - los ciudadanos de un Estado y los ciudadanos o súbditos de un Estado extranjero, un Estado y los ciudadanos de otro Estado o ciudadanos o súbditos de un Estado extranjero, donde el Estado es el demandante inicial.

El Artículo III no determina cuál es la aplicación directa de la materia sobre la que los tribunales federales pueden tener jurisdicción. El Congreso decide, entre las competencias especificadas en el artículo III, cuál es la jurisdicción que tendrán realmente los tribunales federales.
Todos los delitos serán juzgados por medio de un jurado excepto en los casos de acusación por responsabilidades oficiales y el juicio de que se habla tendrá lugar en el Estado en que el delito se haya cometido

### Undécima Enmienda
En 1793, la Corte Suprema dictaminó que los estados no estaban exentos de ser sometidos a pleito por parte de particulares. En respuesta, el Congreso aprobó la Undécima Enmienda para proteger a los estados de ser demandados en los tribunales federales.

### Casos y controversias
Los tribunales federales solamente puede ver casos reales o resolver opiniones encontradas. El poder judicial no se extiende a situaciones hipotéticas o a aquellas que han sido excluidas a causa de problemas de derecho, falta de fundamento o de madurez.

### Jurisdicción en única instancia y de apelación
La segunda sección estipula que la Corte Suprema tiene jurisdicción en única instancia en casos que afectan a embajadores, ministros y cónsules, y controversias en las cuales una de las partes sea un Estado. En otros casos, la Corte Suprema solamente tiene jurisdicción de apelación, que puede regular el Congreso. Sin embargo, el Congreso no puede enmendar la jurisdicción en única instancia del Tribunal. El caso de Marbury contra Madison (1803) estableció que el Congreso no puede ampliar ni restringir la jurisdicción en única instancia de la Corte Suprema. No obstante, el Congreso sí puede regular la jurisdicción de apelación.

### Juicio con jurado
Finalmente, la segunda sección estipula que cuando se juzgue cualquier delito, salvo en casos de proceso de destitución, tiene que ser por medio de un jurado. El juicio de que se habla tendrá lugar en el Estado en que el delito se haya cometido; pero cuando no se haya cometido dentro de los límites de ningún Estado, el juicio se celebrará en el lugar o lugares que el Congreso haya dispuesto por medio de una ley.

## Tercera Sección: Traición
La sección tercera define la traición y su castigo.

1. La traición contra los Estados Unidos sólo consistirá en hacer la guerra en su contra o en unirse a sus enemigos, impartiéndoles ayuda y protección. A ninguna persona se le condenará por traición si no es sobre la base de la declaración de dos testigos que hayan presenciado el mismo acto perpetrado abiertamente o de una confesión en sesión pública de un tribunal.

2. El Congreso estará facultado para fijar la pena que corresponda a la traición; pero ninguna sentencia por causa de traición podrá privar del derecho de heredar o de transmitir bienes por herencia, ni producirá la confiscación de sus bienes más que en vida de la persona condenada.

La Constitución define la traición como actos específicos, a saber, "hacer la guerra en contra de [Estados Unidos], o en unirse a sus enemigos, dándoles ayuda y protección". Contrasta con la ley inglesa, donde existe una variedad de crímenes, incluyendo la conspiración para matar al rey o "violar" a la reina, que se castigan como traición a la patria.
La pena de traición puede conllevar a la pena de muerte, pero no puede "privar del derecho de heredar o de transmitir bienes por herencia, ni producirá la confiscación de sus bienes más que en vida de la persona condenada". Los descendientes de alguien que ha sido condenado de traición no son "manchados" como en la ley de Inglaterra.